# Tropidopola graeca
Tropidopola graeca är en insektsart som beskrevs av Boris Petrovich Uvarov 1926. Tropidopola graeca ingår i släktet Tropidopola och familjen gräshoppor.

## Underarter
Arten delas in i följande underarter:
- T. g. transjonica
- T. g. graeca